# Prefektura Jamagata

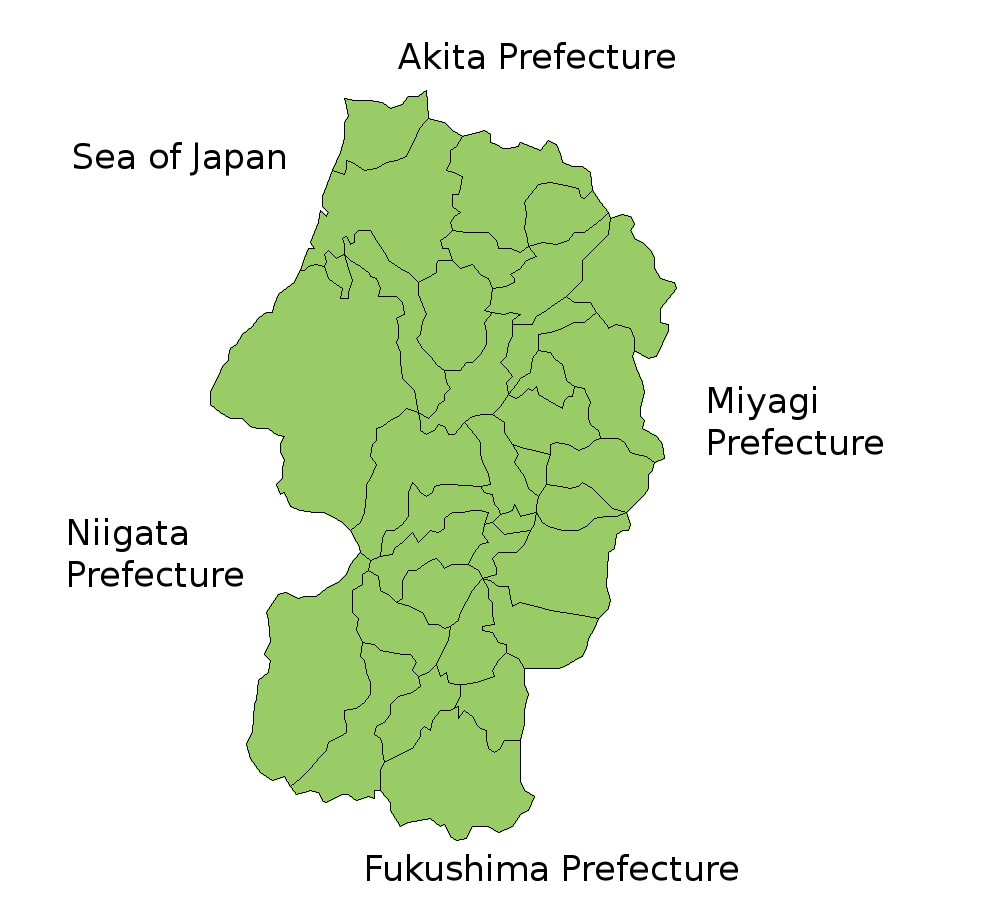
Mapa prefektury Jamagata

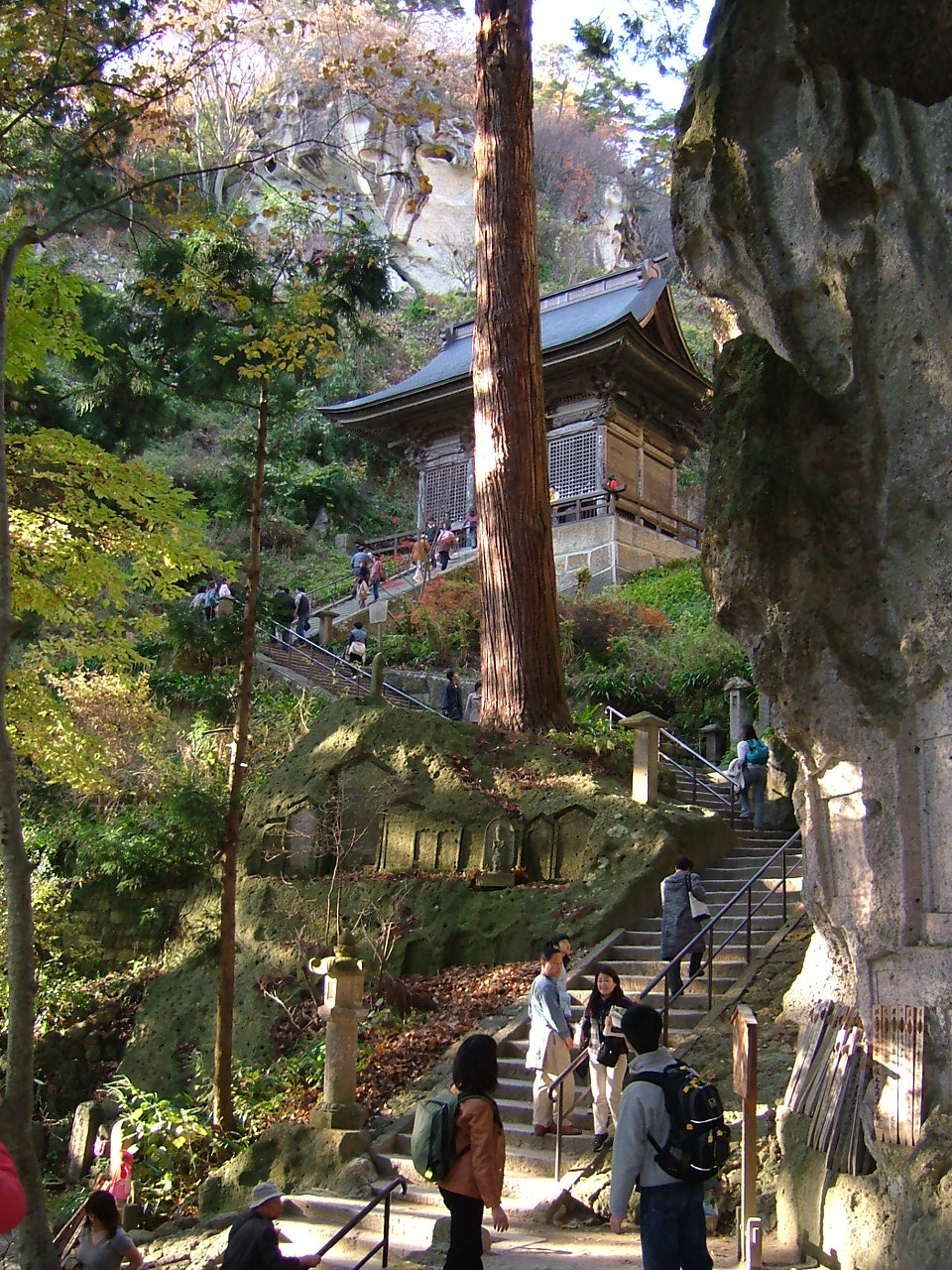
Chrám Jama-dera

Prefektura Jamagata (japonsky 山形県, Jamagata-ken) je jednou ze 47 prefektur Japonska. Nachází se v regionu Tóhoku na ostrově Honšú. Hlavním městem je Jamagata.
Prefektura má rozlohu 9323,34 km² a k 1. říjnu 2004 měla 1 223 000 obyvatel.

## Historie
Oblast dnešní prefektury Jamagata původně obývali příslušníci národa Ainu nazývaní také Ezo (蝦夷). Během období Heian (794-1185) zde vládl klan Fudžiwara (藤原). Během období Edo (1603-1867) rozkvétalo zdejší hradní město Jamagata. V roce 1649 navštívil Jamagatu slavný básník Macuo Bašó (松尾 芭蕉) během své pětiměsíční cesty po severním Japonsku. Prefektura Jamagata společně s prefekturou Akita tvořila provincii Dewa až do reforem Meidži.

## Geografie
Prefektura Jamagata leží v jihozápadní části regionu Tóhoku na pobřeží Japonského moře. Na jihu sousedí s prefekturami Fukušima a Niigata, na východě s prefekturou Mijagi a na severu s prefekturou Akita. Hranice prefektury Jamagata tvoří hory. Většina obyvatel je soustředěna v malé centrální nížině, neboť většina plochy je zalesněná.
Prefekturou protéká řeka Mogami. Dále se zde nacházejí tzv. Tři hory Dewa-sanzan: Haguro, Gassan a Judono, které jsou posety četnými svatyněmi.

### Města
V prefektuře Jamagata je 13 velkých měst (市, ši):
| - Curuoka (鶴岡) - Higašine (東根) - Jamagata (山形, hlavní město) - Jonezawa (米沢) - Kaminojama (上山) - Murajama (村山) - Nagai (長井) | - Nan'jó (南陽) - Obanazawa (尾花沢) - Sagae (寒河江) - Sakata (酒田) - Šindžó (新庄) - Tendó (天童) |

## Průmysl a zemědělství
V Jamagatě se pěstují např. jablka, broskve, vodní melouny, rýže, hrušky či třešně. U posledních dvou platí, že je Jamagata jejich největším japonským producentem.
Nejvíce je rozvinut elektronický průmysl mj. nanotechnologie, rozšířený je též textilní průmysl.

## Turismus
Hlavní turistickou atrakcí je chrám Jama-dera (山寺, japonsky častěji zapisovaný jako 立石寺 - riššakudži) vytesaný do úbočí hory poblíž města Jamagata.
Festival Uesugi macuri, který je připomínkou bitev o Kawanakadžimu, se koná na jaře v městě Jonezawa.V hlavním městě se pak počátkem srpna koná festival Hanagasa macuri.